# Елджін (Іллінойс)
Елджін (англ. Elgin) — місто (англ. city) в США, в округах Кейн і Кук штату Іллінойс. Населення — 114 797 осіб (2020), восьме за населенням місто штату.

## Географія
Елджін розташований за координатами 42°2′23″ пн. ш. 88°19′18″ зх. д. / 42.03972° пн. ш. 88.32167° зх. д. (42.039639, -88.321709). За даними Бюро перепису населення США в 2010 році місто мало площу 97,66 км², з яких 96,25 км² — суходіл та 1,41 км² — водойми.
Елджін розташований по обидві сторони річки Фокс в 56 км на північний захід від Чикаго.

## Історія

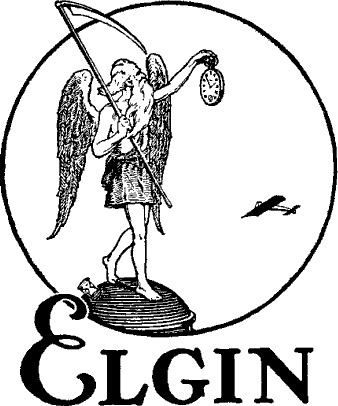
Ранній логотип Elgin National Watch Company

1832 року тут знаходилося поселення індіанців племені потаватомі, однак внаслідок війн та конфліктів вони були вигнані з цих земель. Тисячі солдатів армії генерала Вінфілда Скотта пройшли вздовж річки Фокс під час війни.
Джеймс Гіффорд і його брат Єзекія Гіффорд, почувши розповіді про ці місця, рушили з Нью-Йорка на захід. По дорозі з Чикаго в Галену вони зупинилися на місці, де через річку Фокс зручно було переправитися. У квітні 1835 вони заснували тут місто, взявши назву з шотландського гімну «Пісня Елджін». К 1837 тут вже були міст і млин.
1849 року залізниця, що пов'язує Галену та Чикаго, досягла Елджіна. В 1850-х роках Елджін показав великі перспективи свого розвитку, 1856 року заснована Елджінська академія. Під час Громадянської війни місто стало популярним як центр військового виробництва, завдяки зручному доступу до повноводної та швидкої річки, води якої використовували промислові підприємства.
1864 року було засновано підприємство з виробництва годинників Elgin National Watch Company, яке мало скласти конкуренцію компанії American Waltham Watch Company, розташованої у Волтемі, штат Массачусетс. До середини 20 століття завод залишався найпотужнішим виробником наручних годинників у США та найбільшим годинникарським підприємством у світі. Виробництво припинилося на початку 1960-х, а 1965 року завод закрився. Наразі годинники на головному залізничному вокзалі Чикаго (Chicago Union Station) мають бренд Елджін.

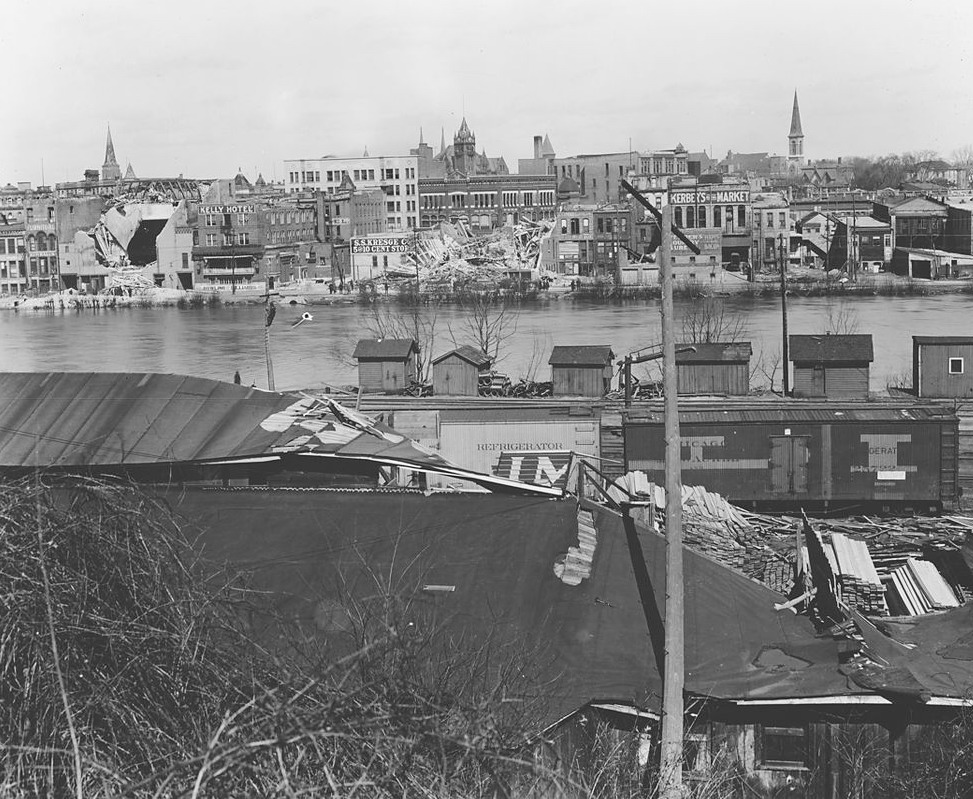
Наслідки торнадо, що пройшов 28 березня 1920

Крім того, у місті швидко розвивався бізнес з поставок олії та молочних продуктів у Чикаго. В 1866 році підприємець Гейл Борден заснував тут свій завод з виробництва згущеного молока, на його честь названа місцева бібліотека. Проте значення молочної промисловості стало зменшуватися з відкриттям заводу Elgin National Watch Company, який у підсумку став найбільшим у США та залишався таким до середини XX століття, поки виробництво не було припинено. У числі інших великих підприємств Елджін були взуттєва фабрика і ряд зернових млинів.
В 1872 в місті була побудована головна психіатрична лікарня штату, а потім побудований та будинок ветеранів.
28 березня 1920 внаслідок торнадо, що пройшов через Чикаго, Елджін та західні передмістя, загинули 23 особи та було завдано збитків місту в розмірі $ 1,5 млн. Кілька будинків та підприємств в центрі міста, включаючи оперний театр та Гранд-театр, були знищені. Четверо осіб в Елджіні загинули при обваленні дахів конгрегаціоналістської та баптистської церков, у яких проходили недільні служби.
Наразі місто росте й надалі в напрямку 90-го шосе. Велика частина важкої промисловості міста зникла, але Елджін продовжує процвітати як центр пасажирських перевезень і все частіше стає місцем розташування підприємств для таких компаній, як Motorola та Bank One.

### Пам'ятна монета

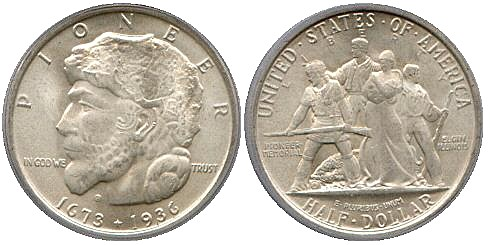
Пам'ятна монета

1936 року було випущено пам'ятну срібну монету номіналом 50 центів на честь 100-ліття Елджіна. На виручені від неї кошти планувалося встановити меморіал першозасновникам міста. Монета продавалася за 1 долар 50 центів. На зворотньому боці монети було викарбувано малюнок родини першозасновників. Автором ідеї та малюнків був скульптор норвезького походження Трюґве Рувельстад.
Первною мірою через Велику депресію та розповсюдженість інших пам'ятних монет, монета не виявилася популярною. З 25 тисяч випущених монет 5 тисяч не було продано, і згодом монетний двір розплавив їх. Монумент було завершено вже 2001 року після смерті скульптора.

## Демографія
Згідно з переписом 2010 року, у місті мешкало 108 188 осіб у 35 094 домогосподарствах у складі 25 252 родин. Густота населення становила 1108 осіб/км². Було 37848 помешкань (388/км²).
Расовий склад населення:
| - 65,9 % — білих - 7,4 % — чорних або афроамериканців - 5,4 % — азіатів - 1,4 % — корінних американців - 16,3 % — осіб інших рас |

До двох чи більше рас належало 3,6 %. Частка іспаномовних становила 43,6 % від усіх жителів.
За віковим діапазоном населення розподілялося таким чином: 28,5 % — особи молодші 18 років, 62,9 % — особи у віці 18—64 років, 8,6 % — особи у віці 65 років та старші. Медіана віку мешканця становила 32,5 року. На 100 осіб жіночої статі у місті припадало 99,2 чоловіків; на 100 жінок у віці від 18 років та старших — 97,0 чоловіків також старших 18 років.
Середній дохід на одне домашнє господарство становив 74 729 доларів США (медіана — 60 499), а середній дохід на одну сім'ю — 83 117 доларів (медіана — 68 551). Медіана доходів становила 45 297 доларів для чоловіків та 38 027 доларів для жінок. За межею бідності перебувало 13,6 % осіб, у тому числі 20,9 % дітей у віці до 18 років та 8,4 % осіб у віці 65 років та старших.
Цивільне працевлаштоване населення становило 53 894 особи. Основні галузі зайнятості: виробництво — 20,5 %, освіта, охорона здоров'я та соціальна допомога — 19,7 %, науковці, спеціалісти, менеджери — 11,0 %, роздрібна торгівля — 10,2 %.

## Культура та відпочинок

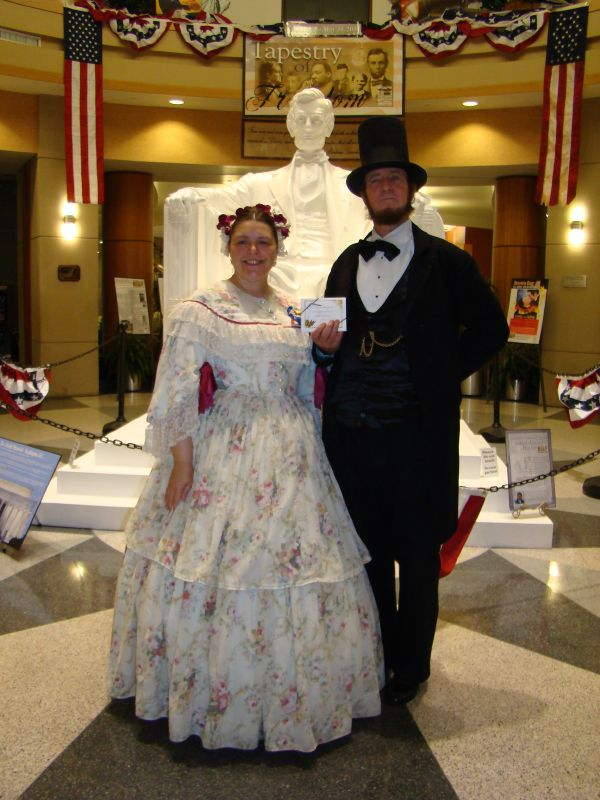
Актори, що зображують Авраама Лінкольна та Мері Лінкольн під час виставки у Громадській бібліотеці Гейла Бордена, Елджін, Іллінойс

Симфонічний оркестр Елджіна є одним із найбільших оркестрів штату Іллінойс, діють також молодіжний симфонічний оркестр, дитячий хор Елджіна та опера.
Відкриття річкового казино «Grand Victoria» в 1994 році вклало вагомий внесок в економіку міста, хоча спочатку відкриття казино призвело до розколу думки городян та безлічі суперечок. Щорічно клієнтами казино стають близько 4 мільйонів людей. Станом на березень 2005 року це казино було п'ятим за популярністю розважальним центром Іллінойсу. Фонд «Grand Victoria», якому казино сплачує податки, видає гранти неприбутковим організаціям міста. З часом у місті відкривалися нові казино, що дещо зменшило прибутки «Grand Victoria».
В Елджіні розташовано багато парків, у яких знаходяться громадський музей, зоопарк, стадо американських бізонів, поля для гольфу, аквапарк, стіна для скелелазіння. У спортивному комплексі в південно-західній частині міста є 10 полів для футболу та велотрек BMX.

## Відомі жителі та уродженці
- Вільям ЛеБарон (1883—1958) — американський кінопродюсер.
- Брюс Бокслейтнер (нар. 1950) — американський актор, найбільш відомий по серіалу «Вавилон-5».
- Пол Флорі (1910—1985) — хімік, лауреат Нобелівської премії (1974).

## Галерея

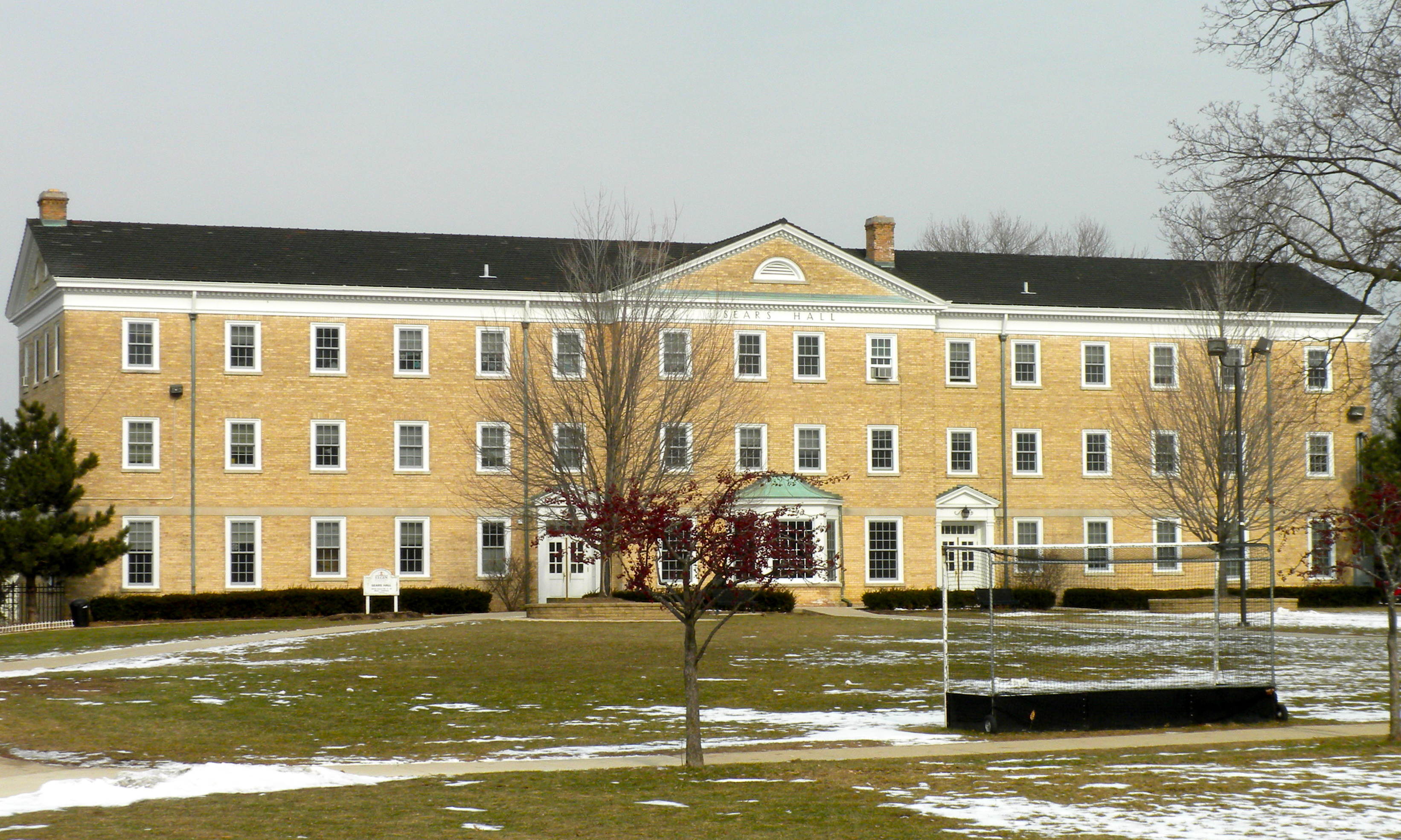
Елджінська академія
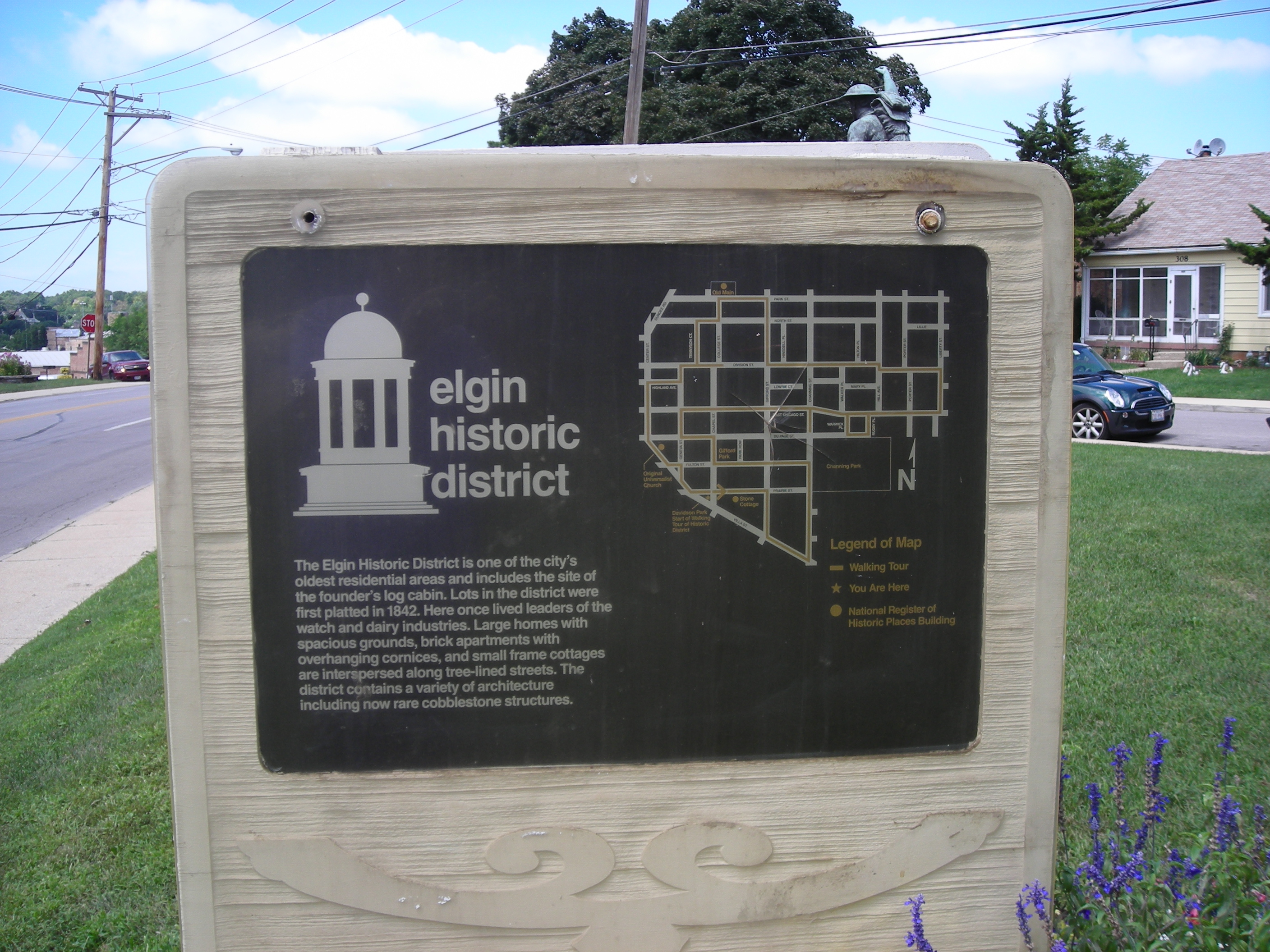
План історичного району
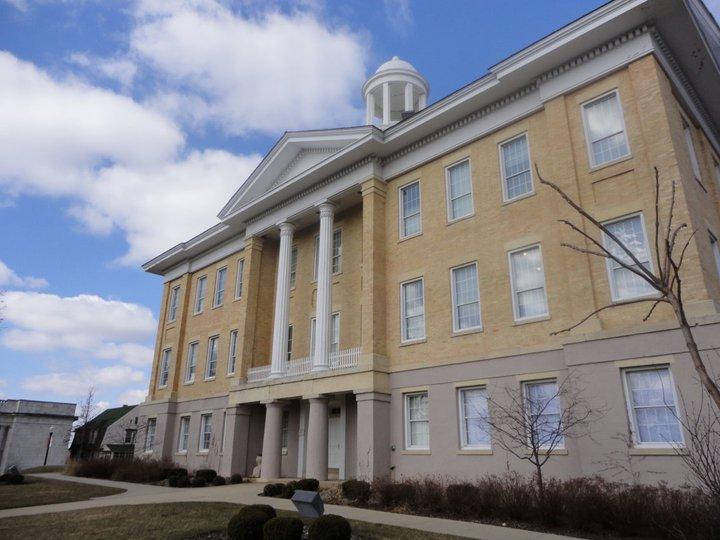
Історичний музей
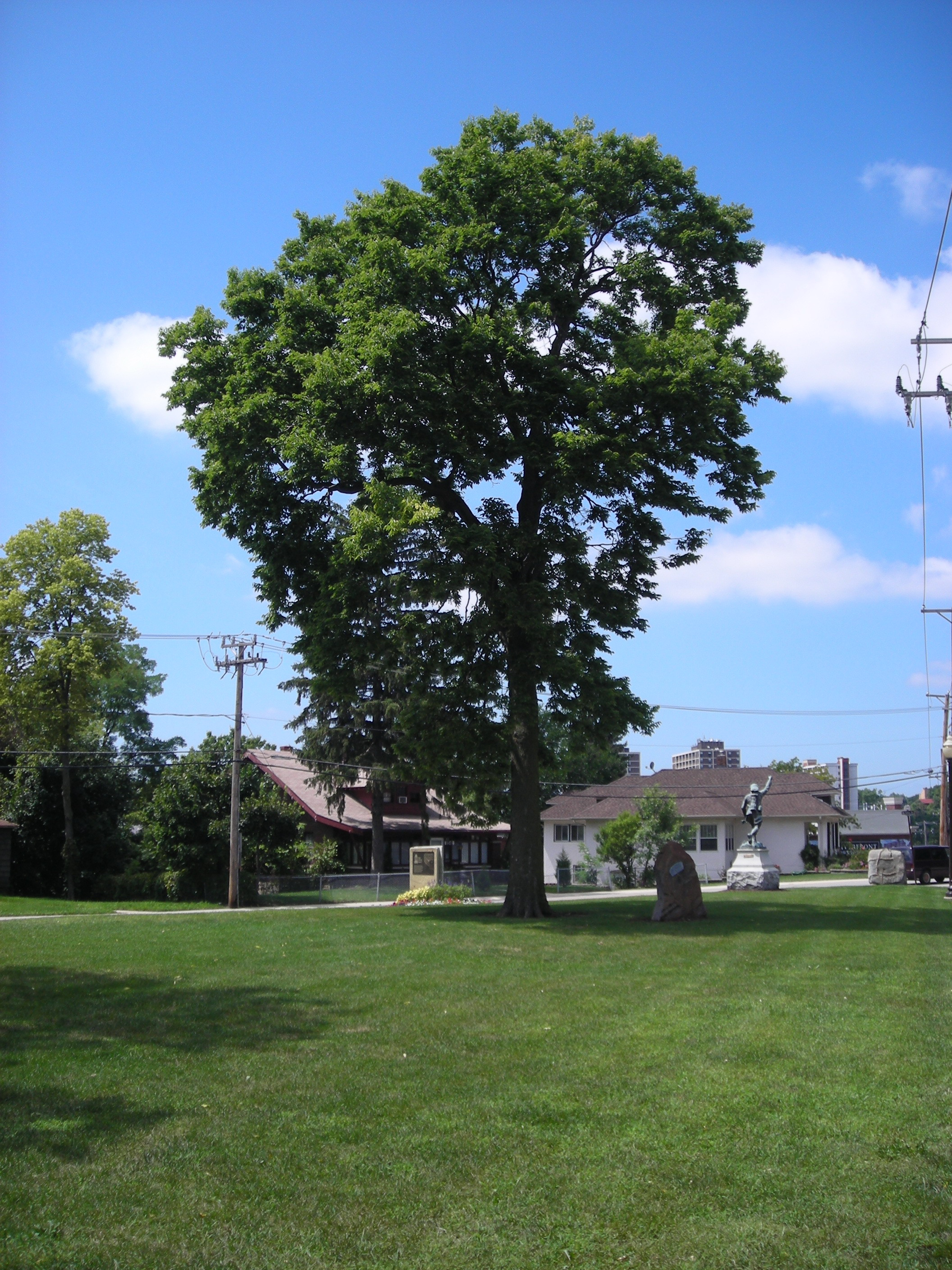
Девідсон-парк
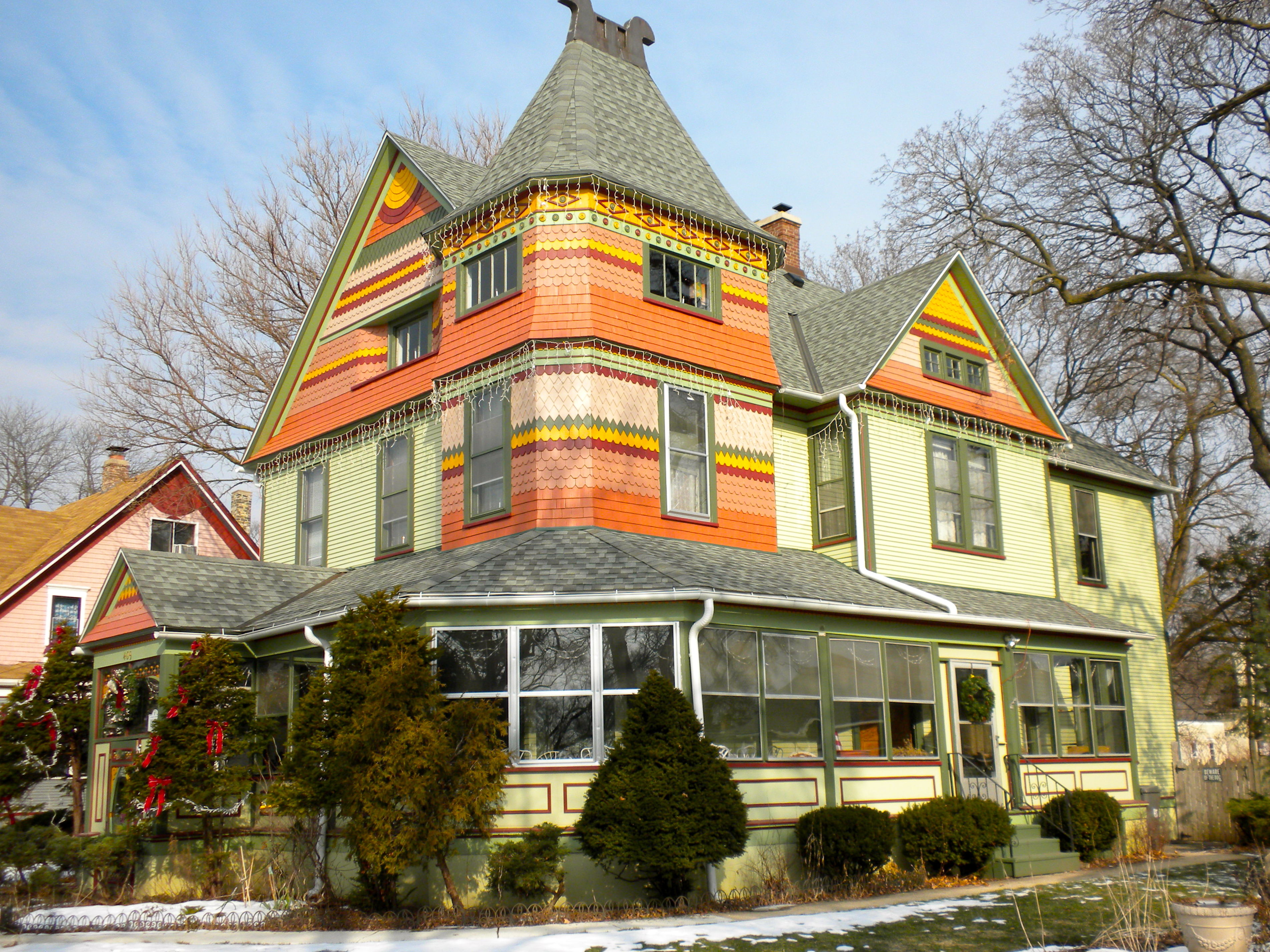
Будинок у місті